# Dorcadion obenbergeri
Dorcadion obenbergeri là một loài bọ cánh cứng trong họ Cerambycidae.